# Klassresan
Klassresan är en svensk opera av Anders Nilsson till eget libretto, efter en idé av Lars Bäck. Operan är komponerad år 2003 på beställning av Operahögskolan i Stockholm. Den hade premiär den 22 november samma år, i regi av Claes Fellbom.